# Neva Krasteva

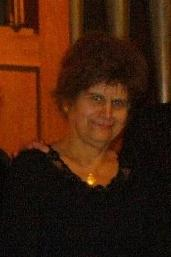
Neva Krasteva

Neva Krasteva (bulgarisch Нева Венелинова Кръстева, * 2. August 1946 in Sofia, Bulgarien) ist eine bulgarische Organistin, Komponistin, Musikwissenschaftlerin und Hochschullehrerin. 

## Leben und musikalische Karriere
Neva Krasteva wurde 1946 in Sofia als Tochter des Musikhistorikers und Publizisten Venelin Krastev und der Pianistin und Musikpädagogin Lyuba Obretenova-Krasteva geboren. Sie studierte zunächst Musikwissenschaft und Orgel am Moskauer Konservatorium und vertiefte ihre Fähigkeiten im Orgelspiel später an der Akademie der musischen Künste in Prag bei Jiří Reinberger sowie in Zürich.
Ihre Karriere entwickelte sich in drei Richtungen – Orgelspiel, Komponieren und Unterrichten. Sie war die Organisatorin der ersten Orgelklasse in Bulgarien an der Nationalen Musikakademie „Prof. Pantscho Wladigerow“, wo jedoch heute aufgrund von Umständen, auf die sie keinen Einfluss hatte, das Fach Orgel nicht mehr unterrichtet wird. Heute ist Krasteva Dozentin für Polyphonie an der Nationalen Musikakademie in Sofia und leitet eine Orgelklasse an der Neuen Bulgarischen Universität.

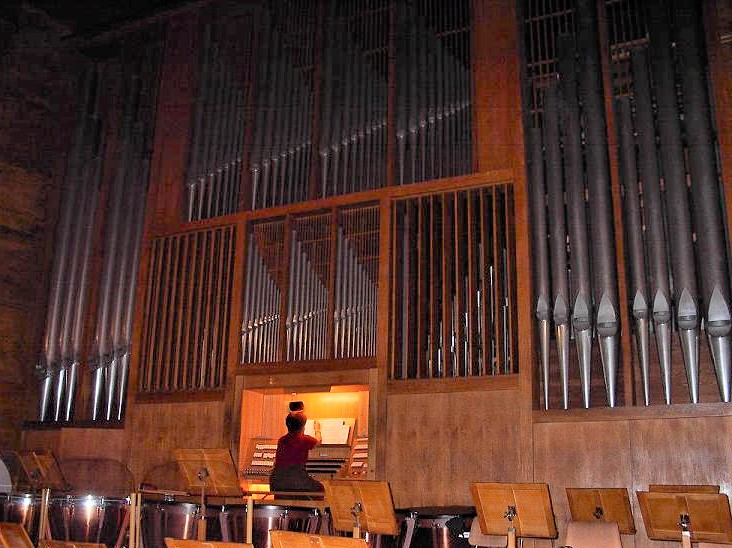
Krasteva an der Schuke-Orgel im Konzertsaal Bulgaria, Sofia

Sie hat Konzerte in mehreren europäischen Ländern und in Asien gegeben. Ihre Konzerttätigkeit in Bulgarien begann in den 1970er Jahren nach der Restaurierung der Orgel im Bulgarischen Saal (Зала България), dem Konzertsaal des multifunktionalen, denkmalgeschützten Gebäudekomplexes Bulgaria (Комплекс „България“). Nach der Zerstörung der großen Sauer-Orgel im Zweiten Weltkrieg in diesem Gebäude hatte die Potsdamer Orgelbaufirma Schuke dort 1974 ein neues Instrument mit 55 Registern, verteilt auf drei Manuale und Pedal, eingebaut. Auf dieser Orgel, der größten in Bulgarien, gab Krasteva zahlreiche Konzerte und spielte mehrere Aufnahmen ein.
Schwerpunkte ihres Repertoires sind die Musik des Barock und der Romantik sowie Musik des 20. Jahrhunderts. Als Komponistin schrieb sie zahlreiche Solo- und Ensemblewerke für Orgel, aber auch Werke in der Gattung Chor. 
Krasteva ist Mitglied der Neuen Bachgesellschaft Leipzig.
Für ihre besonders bedeutenden Verdienste um die Entwicklung von Kunst, Kultur und Wissenschaft wurde sie im Oktober 2016 mit dem Orden der Heiligen Kyrill und Methodius geehrt.

## Kompositionen (Auswahl)
- Victimae paschali laudes für Orgel
- Sonata da chiesa für Flöte, Piccolo und Orgel
- Requiem für Soli, gemischten Chor und Orgel
- In memorias exire für Klavier, Orgel und Schlagzeug
- In die Wüste (nach dem Leben der heiligen Maria von Ägypten) für Psalter, Countertenor, Volkssänger, Sopran, Bass und Instrumentalensemble
- 7 Lieder für Sopran, Countertenor, Viola und Cembalo

## Diskografie
- 1978: Bach, Buxtehude, Bruns (LP, Balkanton - VKA 10268)
- 1983: J. S. Bach. Werke für Orgel. Aufgeführt von Neva Krasteva (2 LP, Balkanton - VKA 10721, VKA 10722)
- 1983:  Stoyka Milanova - Violine, Neva Krasteva - Orgel (LP, Balkanton - VKA 10874)
- 1986: Spiel für Cello und Orgel. Anatoli Krastev – Cello, Neva Krasteva – Orgel (LP, Balkanton – VKA 11387)
- 1986: Meisterwerke für Gesang und Orgel. Albena Kehlibareva – Mezzosopran und Neva Krasteva – Orgel (LP, Balkanton – VKA 11667)
- 2002: Musica Slavica (CD, Gega New - GD 225)